# 奧列克桑德羅達爾 (多馬尼夫卡區)
47°41′3″N 30°52′42″E / 47.68417°N 30.87833°E
奧列克桑德羅達爾（烏克蘭語：Олександродар），是烏克蘭南部的村莊，隸屬尼古拉耶夫州的沃茲涅先斯克區。該村始建於1890年，面積0.99平方公里，海拔高度131米，2001年人口191，人口密度每平方公里192.9人。